# Jair da Rosa Pinto
Jair da Rosa Pinto (Quatis, 1921. március 21. – Rio de Janeiro, 2005. július 28.), vagy egyszerűen Jair, brazil labdarúgó-fedezet, edző. 